# Aiglsbach
Aiglsbach település Németországban, azon belül Bajorországban. Lakosainak száma 1892 fő (2023. december 31.). Aiglsbach Vohburg an der Donau, Elsendorf és Mainburg községekkel határos.

## Népesség
A település népessége az elmúlt években az alábbi módon változott:
| Lakosok száma | 608  | 941  | 1170 | 1331 | 1684 | 1732 | 1750 | 1788 | 1836 | 1892 |
|               | 1875 | 1950 | 1975 | 1987 | 2012 | 2014 | 2016 | 2017 | 2021 | 2023 |